# 84.
◄ | 1. stoljeće pr. Kr. | 1. stoljeće | 2. stoljeće | ►
◄ | 50-ih | 60-ih | 70-ih | 80-ih | 90-ih | 100-ih | 110-ih | ►
◄◄ | ◄ | 81. | 82. | 83. | 84. | 85. | 86. | 87. | ► | ►►
Astronomija • Književnost • Kršćanstvo

## Rođenja
- Seimu, japanski car

## Vanjske poveznice
|  | Zajednički poslužitelj ima još gradiva o temi 84. |